# Тосканска марка
Тосканска марка (италијански: Marca di Tuscia) је била држава на Апенинском полуострву која је постојала у периоду од 812. до 1194. године. Граничила се са Папском државом на југу, Лигурским морем на западу, Ломбардијом на северу.

## Историја
Тосканска марка је каролиншка творевина, наследник Ломбардског Војводства Тоскане. Након пада Западног римског царства, Тоскана је од 568. године део Лангобардског краљевства. У саставу државе Лангобарда налази се до 754. године када франачки владар Пипин Мали интервенише у сукобу Лангобарда и папе Стефана II. Сходно одредбама Пипинове даровнице, јужна Тоскана припала је Папској држави док је северни део (Ломбардска Тоскана) претворена у Марку Тоскану након коначног заузећа Лангобардске државе од стране Карла Великог (773/4). Ломбардија је постала језгро Краљевине Италије, заједно са маркгрофовијама у Тоскани и Верони. Први гроф Тоскане је Адалберт који титулу носи од 846. године. Његов отац и деда, Бонифације I и Бонифације II, вероватно баварског порекла, носили су друга звања као што су звање префекта Корзике или војводе Луке. Тосканом је династија Бонифација владала до смрти Ламберта од Тоскане 931. године. Краљ Иго од Италије осујетио је 931. године покушај Бонифација да у своје руке приграбе најзначајније феудалне поседе Италије. Тосканом је овладао Игов брат Босо. Тоскана је под влашћу династије Босонида до 1001. године. Након свргавања Ренеа 1027. године од стране светоримског цара Конрада II, Војводством влада династија Каноса. Бонифације II носи титулу дуке и маркгрофа. Његова моћ била је превелика да би је светоримски цареви могли толерисати. Његова ћерка Матилда одиграла је значајну улогу у тзв. борби за инвеституру подржавајући папе. Смрћу Матилде 1115. године Италија се распада на низ градова-држава, поморских република и комуна. Од 1194. године Тоскана је у саставу Фирентинске републике.